# Carettochelys insculpta
Carettochelys insculpta là một loài rùa trong họ Carettochelyidae. Loài này được Ramsay mô tả khoa học đầu tiên năm 1886.

## Hình ảnh

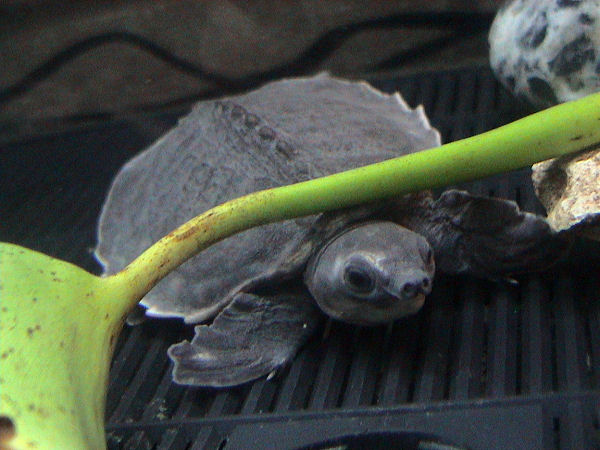
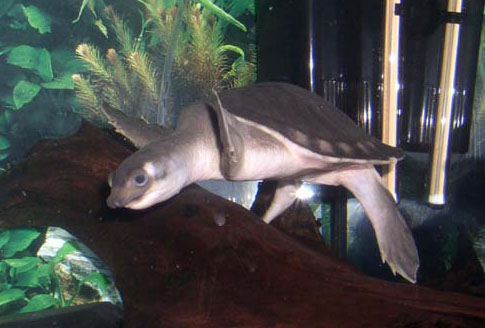
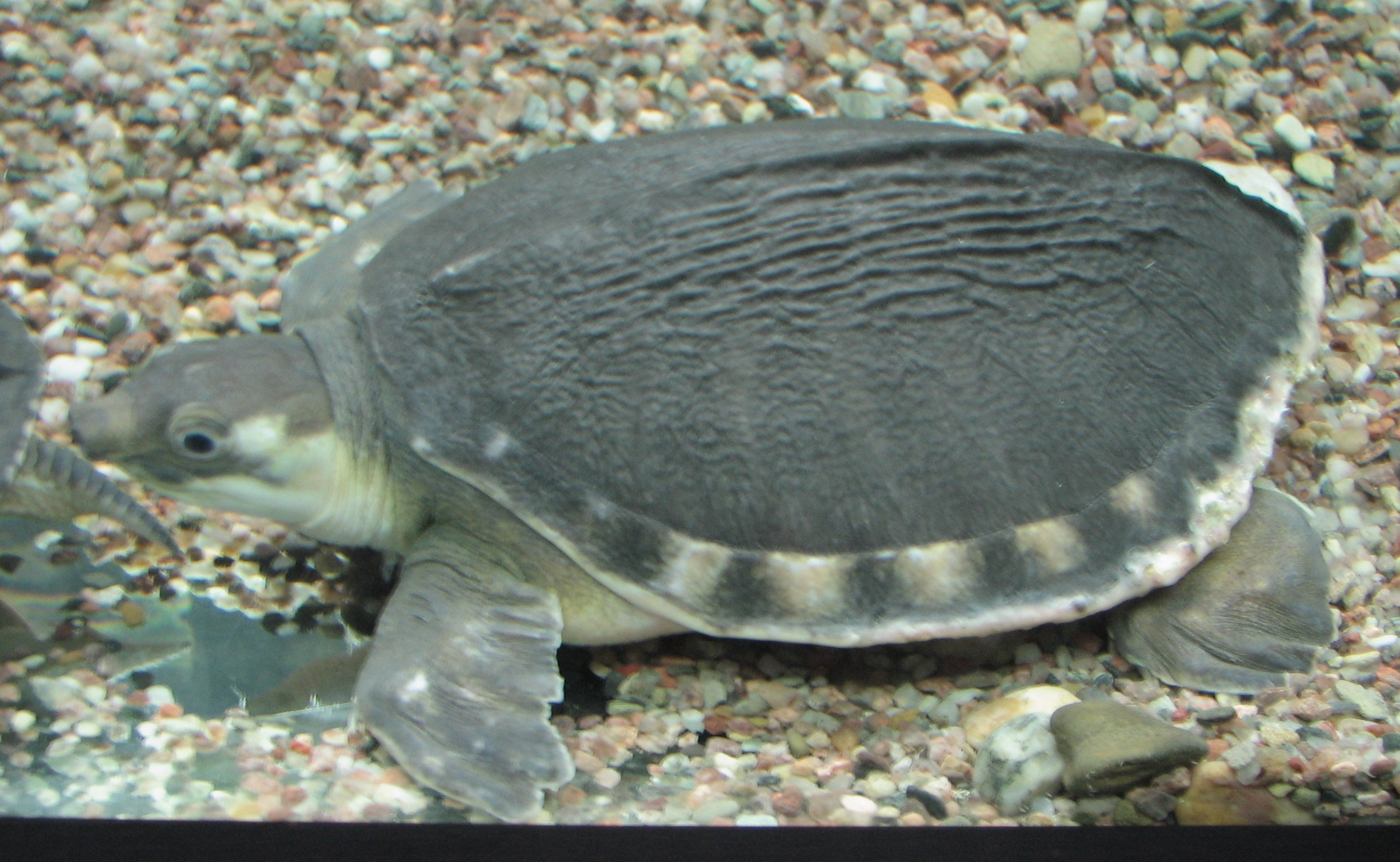
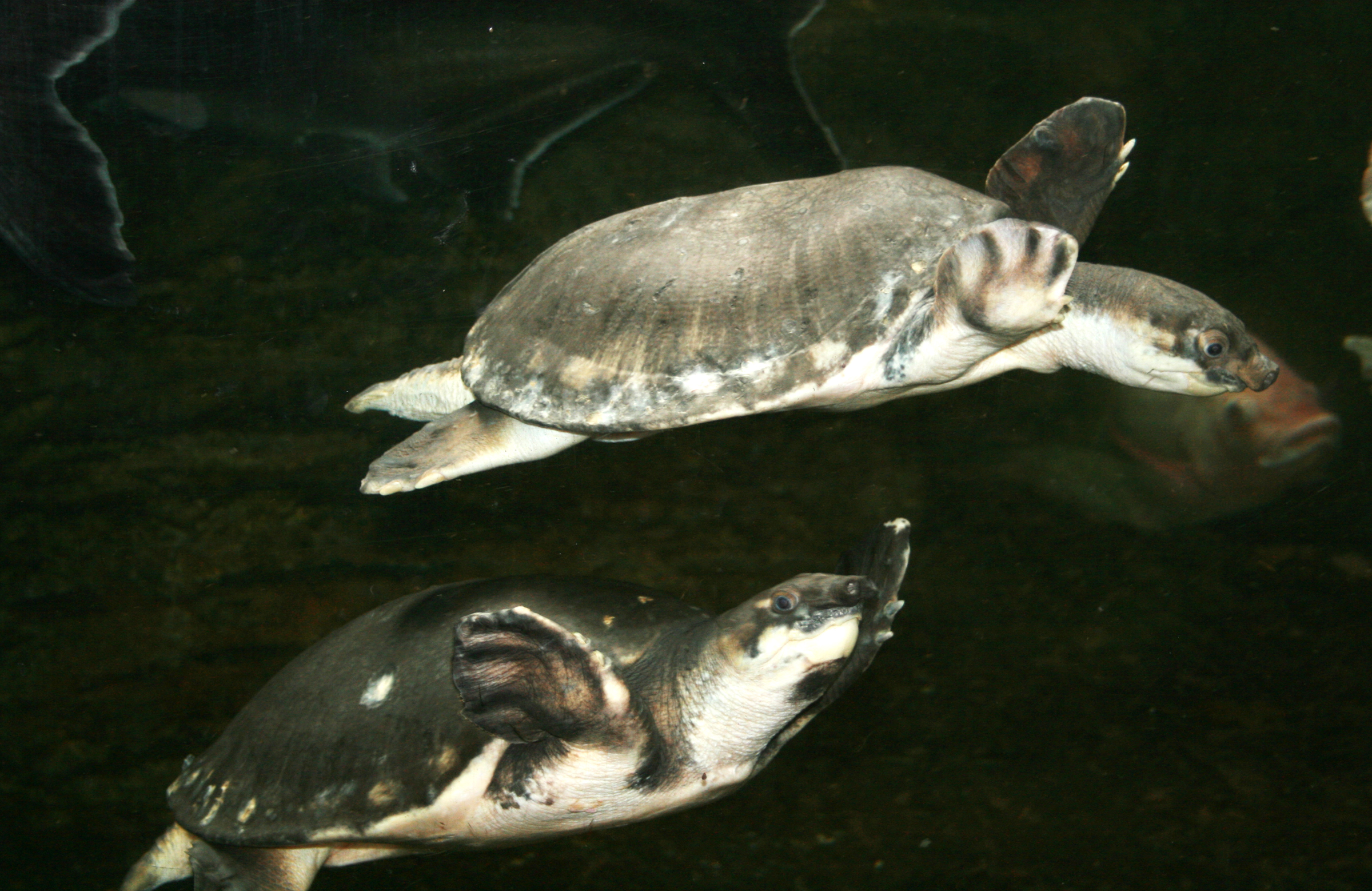